# Hunsrück-Museum Simmern

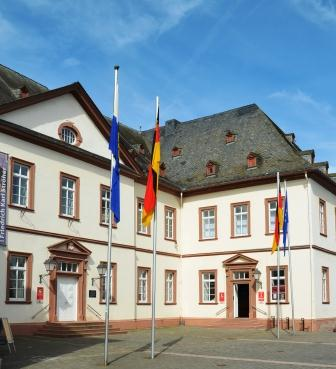
Neues Schloss Simmern

Das Hunsrück-Museum Simmern ist das Regionalmuseum der Stadt Simmern im Rhein-Hunsrück-Kreis. Es befindet sich im Neuen Schloss in Simmern und beherbergt Sammlungen zu Stadt- und Regionalgeschichte, darunter eine beachtenswerte Fossiliensammlung. Eine Besonderheit ist die Kunstsammlung des Malers Friedrich Karl Ströher. Wechselnde Sonderausstellungen werden zu verschiedenen Themen der regionalen Geschichte und Kultur angeboten. Das ausgelagerte Edgar-Reitz-Filmhaus im Gebäudekomplex „Ziegelmayer“ gehört ebenso zum Hunsrück-Museum Simmern.

## Geschichte
Das Hunsrück-Museum wurde 1921 als Heimatmuseum gegründet. Die Gründung geht auf einen Aufruf des Hunsrücker Geschichtsvereins zurück. Durch den ständigen Ausbau des Museums unter Leiter Karl Wagner bedingt, zog das Museum 1930 vom Schinderhannesturm in das Neue Schloss. Karl Wagners Nachfolger wurde 1939 Helmut Hopstätter.
Die Trägerschaft des Museums übernahm 1963 die Stadt Simmern. 1966 erfolgte im Zuge der Schlossrenovierung eine Umgestaltung der Präsentation der Sammlungen. Es wurden die Bereiche Landschaft, Bodengeschichte, Vor- und Frühgeschichte, Landesgeschichte und Volkskunde ausgestellt. Museumsleiter von 1978 bis 1998 war Willi Wagner. Unter seiner Leitung wurden die Bestände inventarisiert und neue Publikationen in der Schriftenreihe des Museums herausgegeben.
Im Zuge der erneuten Schlossrenovierung 1992–2001 wurde das Museum im Jahr 2000 neu konzipiert. Fritz Schellack leitete das Hunsrück-Museum Simmern von 1998–2022 und gestaltete die Neupräsentation der Sammlungen. Ab Juni 2022 ist Kristina Müller-Bongard, Kunst- und Kulturwissenschaftlerin mit Hunsrücker Wurzeln, Leiterin des Museums.

## Ausstellungen
Die derzeitige Ausstellung präsentiert Objekte zur Natur- und Kulturlandschaft, Sozial- und Wirtschaftsgeschichte, Stadt- und Regionalgeschichte sowie zum Hunsrück im Film. Seit 1998 befindet sich im Dachgeschoss des Neuen Schlosses die Kunstsammlung des Hunsrücker Malers Friedrich Karl Ströher (1876–1925).

### Blinddarm – Grippe – Hausgeburt
Im März 2022 wurde eine Ausstellung über die Medizinische Versorgung der Hunsrücker Bevölkerung zwischen 1800 und 1970 im Hunsrück-Museum Simmern eingerichtet.

### Zufluchtsort Hunsrück. Bildnisse.
Das Thema Migration steht im Mittelpunkt dieser Ausstellung vom 5. Mai – 30. Dezember 2024.

### Neuland
Die Ausstellung „Neuland – 200 Jahre deutsche Auswanderung nach Brasilien“ ist im Hunsrück-Museum Simmern vom 19. Mai – 30. Dezember 2024 und vom 5. März – 28. Dezember 2025 zu sehen. In der Sonderausstellung werden die Themenfelder Migration und Identität, Ursachen und Gründe der Auswanderung, wirtschaftliche und soziale Aspekte, bis hin zu Sprachforschungsprojekten und heutigem Kulturaustausch besonders hervorgehoben.

### Realität und Mythos des Schinderhannes
Angegliedert an das Hunsrück-Museum ist die Ausstellung „Realität und Mythos des Schinderhannes“ im historischen Schinderhannesturm in Simmern. In dem ehemaligen Turmgefängnis wurde Johannes Bückler, der „Schinderhannes“ im Jahre 1799 gefangen gehalten. Nach einem halben Jahr gelang ihm eine spektakuläre Flucht. Ein Hut, eine Pistole und ein Pulverbeutel sind als Originalobjekte aus der Zeit zu sehen, ergänzt durch Informationen über das wahre Gesicht des Räubers.

## Sammlungen
Nach der Gründung des Museums 1921 waren Schriftstücke, Bodenfunde, Arbeitsgeräte, Möbel und Münzen die ersten Sammlungsobjekte. Nach Kriegsende 1945 gingen wertvolle Sammlungsbestandteile verloren. Die Stadtgeschichte Simmerns als ehemalige Residenzstadt der Herzöge von Simmern wird mit Objekten aus der Hofdruckerei Herzog Johanns II., aus der Simmerner Münze und mit Funden aus der Fürstengruft in der Stephanskirche dokumentiert. Die volkskundliche Abteilung umfasst eine Kleidungs- und Haubensammlung. Darüber hinaus geben Handwerkserzeugnisse, Möbelstücke und Hausrat Einblicke in die ländliche Wohnkultur seit dem 18. Jahrhundert. Zu den Traditionsabteilungen des Museums gehören die vor- und frühgeschichtliche Sammlung sowie zahlreiche Funde aus der Römerzeit. Von der Steinzeit über die Bronzezeit bis hin zur Eisenzeit belegen die zum Teil kunstvoll gefertigten Objekte und Grabbeigaben die Siedlungsgeschichte der Region.
Die frühere Sammlung von landwirtschaftlichen und handwerklichen Geräten des Museums ist nun im Kulturhistorischen Museum in Neuerkirch untergebracht.

### Kunstsammlung Friedrich Karl Ströher
Das nahezu komplette Lebenswerk des Irmenacher Malers Friedrich Karl Ströher (1876–1925) wird in wechselnder Präsentation im Dachgeschoss des Schlosses ausgestellt. Zu den Werken gehören Skizzen aus der Studienzeit an der Académie Colarossi in Paris, Ölgemälde von einer Reise durch Spanien und Frankreich, Werke aus der Berliner Studienzeit bei Arthur Kampf und expressionistisch anmutende Aquarelle aus den letzten Lebensjahren des Malers.

### Geologie
Das Hunsrück-Museum verfügt über eine reichhaltige Sammlung von Fossilien, die insbesondere die erdgeschichtliche Entwicklung des Hunsrücks in der Devonzeit (vor ca. 380 Millionen Jahren) dokumentieren. Zu dieser Zeit war der Hunsrück von einem Meer bedeckt und es herrschte tropisches Klima. Versteinerungen und Fossilien aus dem Hunsrückschiefer dokumentieren diese erdgeschichtliche Entwicklung.

### Ausgewählte Objekte

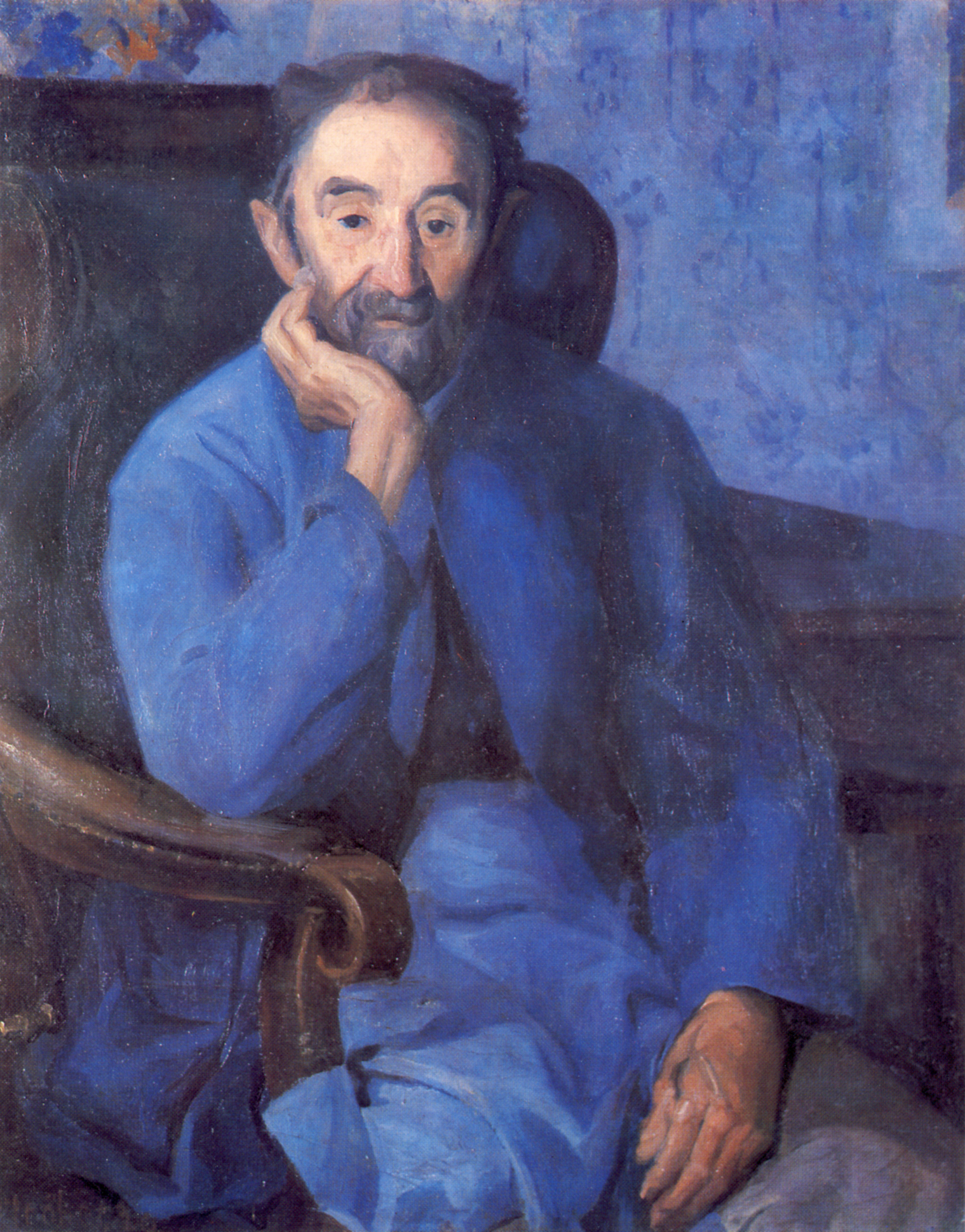
Friedrich Karl Ströher 1920 „Vater in blauer Jacke“
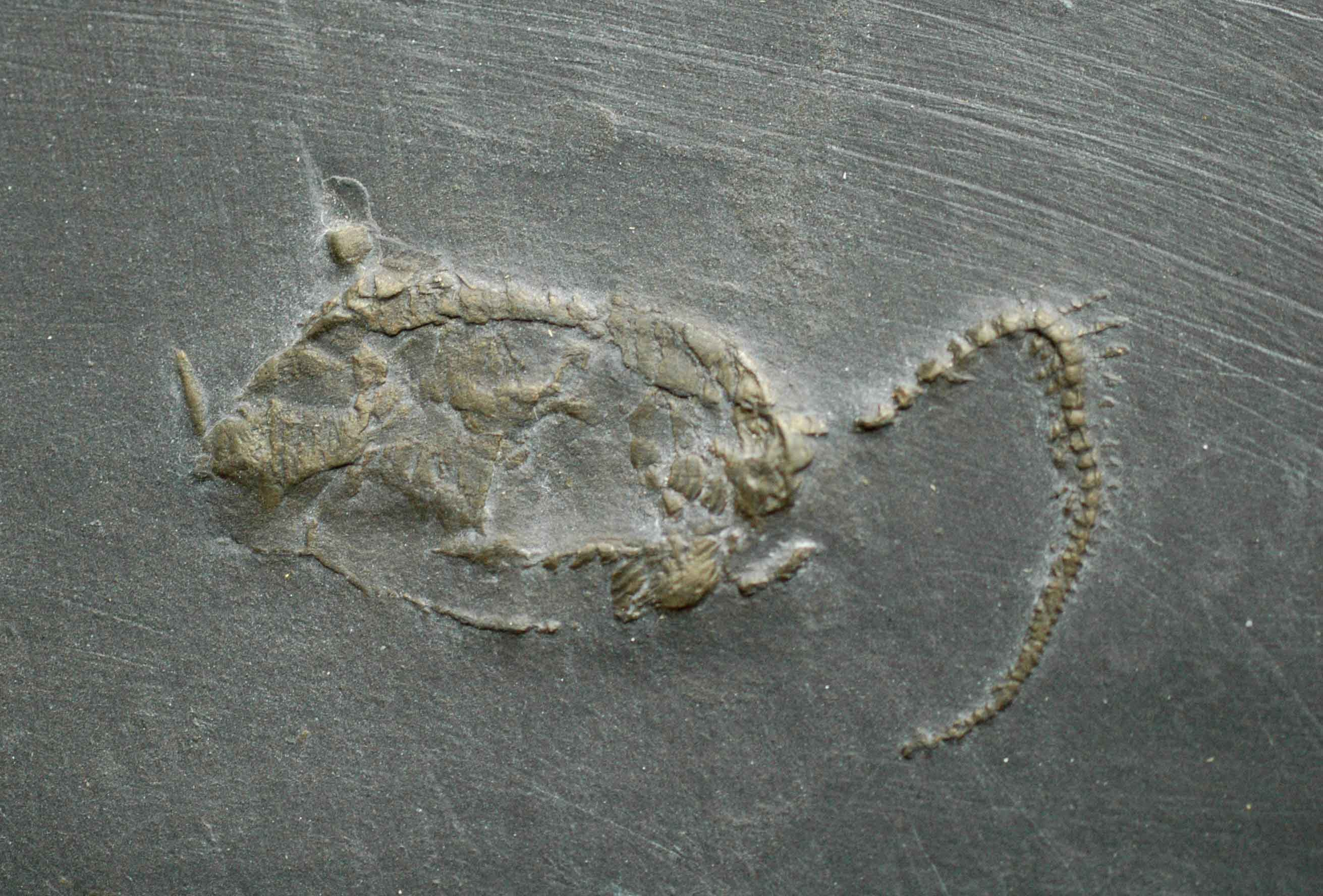
Hunsrück-Schiefer Fossil Homalozoa
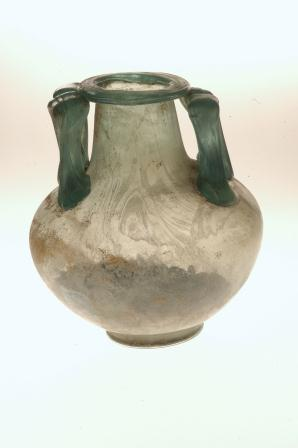
Römische Glasurne aus Kümbdchen-Niederkumbd

## Bibliothek und Archive
Das Hunsrück-Museum verfügt über ein Zeitungsarchiv der Hunsrücker Zeitung seit ca. 1850 und eine Bibliothek mit Fachbüchern zur Region. Zudem ist im Museum auch das Fotoarchiv der Stadt und der Verbandsgemeinde Simmern untergebracht.

## O-Ton Hunsrück
Ab dem 10. April 2014 wurde von Josef Peil in Zusammenarbeit mit dem Hunsrück-Museum Simmern ein Dokumentationsprojekt initiiert das die aktuelle Alltagssprache im Hunsrück, das Hunsrücker Platt, wiedergibt. Mundart ist Ausdruck regionaler Vielfalt, die sich im Hunsrück durch viele Mundartgrenzen entdecken lässt.
Für sein Projekt „Mea spreche Deitsch“ führte Tafarel Schmitt, Gastwissenschaftler aus Brasilien, im April 2024 Interviews zu den unterschiedlichen Hunsrücker Dialekten. Diese nahm er per Video auf um sie dann mit dem heutigen Hunsrückisch in Brasilien zu vergleichen.

## Edgar-Reitz-Filmhaus
Am 26. November 2022 wurde das Edgar-Reitz-Filmhaus geöffnet. Dazu wurde die ehemalige Werkstatt des Gebäudekomplexes „Ziegelmayer“ am Fruchtmarkt/Ecke Oberstraße in Simmern umgebaut. In dem Gebäude dreht sich alles um die Heimat-Staffeln 1–3 von Edgar Reitz. Dazu wurden die Requisiten und Dokumente zur Filmgeschichte aus den Räumen des Hunsrück-Museums in dieses Gebäude umgelagert, darunter auch das neuerworbene Kriegerdenkmal aus der Heimat 1 Staffel und die Lenin-Statue aus der Heimat 3 Staffel.
Ab 2024 soll dann auch der letzte Edgar Reitz Film Die andere Heimat – Chronik einer Sehnsucht in die Ausstellung eingegliedert werden und zum Thema „200 Jahre Auswanderung nach Brasilien“ soll so eine filmische Aufarbeitung aus dem Leben in dieser Zeit gegeben werden.